# Хепатит A
Хепатит A (познат по-рано като инфекциозен хепатит) е остро инфекциозно заболяване на черния дроб, причинено от вируса на хепатит А (HAV).

## Симптоми
В много от случаите симптомите са малко или няма проява на такива, особено при младите хора. Периодът от време между заразяване с инфекцията и проява на симптомите, ако изобщо се развият, е между две и шест седмици. В случаите, когато има симптоми, те обикновено траят около осем седмици и може да включват: гадене, повръщане, диария, пожълтяване на кожата, температура и коремна болка. Около 10 – 15% от болните получават рецидив на симптомите в рамките на шест месеца след заразяване с инфекцията. Много рядко може да се развие тежка чернодробна недостатъчност, като това се случва по-често при хора в старческа възраст.

## Заразяване
Заболяването обикновено се разпространява чрез консумиране на храна или вода, замърсена със заразени фекалии. Чест източник на зараза са недосготвени ракообразни. Инфекцията може да се разпространи също и чрез близък контакт със заразен човек. Въпреки че децата често не развиват симптоми след заразяване, те могат да предават заразата на други хора. Преболедувалите инфекцията развиват доживотен имунитет.

## Диагноза
Диагнозата се поставя въз основа на кръвни изследвания, тъй като симптомите са подобни на тези на редица други заболявания. Това е един от петте познати вируса на хепатит: A, B, C, D, и E.

## Превенция и лечение
Ваксината против хепатит А е ефикасно средство за превенция. В някои страни се препоръчва рутинното ѝ прилагане при деца и при хора с повишен риск, които все още не са били ваксинирани. Ваксината показва доживотна ефикасност. Други превантивни мерки включват измиване на ръцете и подходяща обработка на храната. За заболяването няма определено специфично лечение. Препоръчва се почивка и приемане на медикаменти за гадене или диария, доколкото е необходимо. Ако не се развие чернодробно заболяване, инфекцията обикновено отзвучава напълно. Ако настъпи остра чернодробна недостатъчност, лечението е чернодробна трансплантация.

## Епидемиология
По света се установяват около 1,5 милиона симптоматични случая годишно, но броят на всички случаи на зараза вероятно възлиза на десетки милиони. Заболяването се среща по-често в райони на света с лоши санитарни условия и недостатъчно обезопасена вода. В страните от развиващия се свят около 90% от децата до 10-годишна възраст се заразяват и до зряла възраст вече имат придобит имунитет. В умерено развитите страни, където децата не са изложени на зараза от ранна възраст и където ваксинирането не е широко разпространено, заболяването често има епидемични прояви. През 2010 г. остър хепатит A е причина за 102 000 случая на смърт. Всяка година на 28 юли се отбелязва Международен ден за борба с хепатита, чиято цел е да засили обществената информираност относно вирусния хепатит.